# Colocasiomyia colocasiae
Colocasiomyia colocasiae är en tvåvingeart som först beskrevs av Oswald Duda 1924.  Colocasiomyia colocasiae ingår i släktet Colocasiomyia och familjen daggflugor. Inga underarter finns listade i Catalogue of Life.